# Бджолоїдка суданська
Бджолоїдка суданська (Merops oreobates) — вид сиворакшоподібних птахів родини бджолоїдкових (Meropidae).

## Поширення
Вид поширений в Східній Африці (Бурунді, схід ДР Конго, Кенія, Руанда, Південний Судан, Танзанія та Уганда).

## Опис
Тіло завдовжки 22 см, вага 17-38 г. Забарвлення барвисте. Голова, задня частина шиї, спина, крила і хвіст зеленого кольору. Від дзьоба через око проходить чорна смуга. Дзьоб чорний. Підборіддя яскраво-жовтого кольору, нижче, на шиї розташовується смужка чорного кольору. Черевце забарвлене в коричневий. Кінчики крил і хвоста чорні.

## Спосіб життя
Цей птах живе в гірських регіонах на висотах від 1800 до 2300 м. Трапляється поодинці або парами на галявинах, узліссі, плантаціях. Живиться комахами, на яких полює на льоту. Гнізда облаштовують у тунелях, які риють у піщаних ярах, урвищах та берегах.